# إيملي بامفورد
إيملي بامفورد (بالإنجليزية: Emily Bamford)‏ هي متزحلقة أسترالية، ولدت في 11 مارس 1992 في غرينزبرو ‏ في أستراليا.

## وصلات خارجية
- إيملي بامفورد على موقع الاتحاد الدولي للتزلج (التزلج على المنحدرات الثلجية) (الإنجليزية)
- إيملي بامفورد على موقع أوليمبيديا (الإنجليزية)
- إيملي بامفورد على موقع اللجنة الأولمبية الأسترالية (الإنجليزية)